# Sint-Eligiuskerk (Antwerpen)
De Sint-Eligiuskerk is een parochiekerk in de stad Antwerpen, gelegen aan de Van Helmontstraat 26.

## Geschiedenis
In de Antwerpse wijk Stuivenberg werd in 1888 een parochie voorgesteld. In 1889 werd een kapel ingezegend die iets ten oosten van de latere kerk was gelegen. Architect was Henri Thielens. In 1890 werd de parochie officieel gesticht. Ook scholen en verenigingen ontstonden. In 1894 vestigden zich de Broeders van Onze-Lieve-Vrouw van Barmhartigheid in de wijk, om onderwijs te verzorgen.
De bevolking groeide snel en van 1903-1905 werd een definitieve kerk gebouwd, naar ontwerp van Jules Coomans.
Sinds dat de Assyriërs uit Turkije eind jaren '90 hun intrek namen in de Stuivenbergwijk, gebruiken en onderhouden zij deze kerk voor het grootste deel.

## Gebouw
Het betreft een naar het zuidoosten georiënteerd bakstenen basilicale kruiskerk met een links van de voorgevel naastgebouwde toren welke drie geledingen op vierkante plattegrond heeft, en een achtkante klokkenverdieping. Het geheel is in neogotische stijl.